# Efrén Viera
Efrén Manuel Viera (La Habana, Cuba, 14 de julio de 1971) es un músico cubano, radicado en Chile. Es percusionista, clarinetista y cantante, miembro del grupo Inti-Illimani.

## Carrera
Efrén Viera es el componente cubano en Inti Illimani. Como heredero de un territorio con tanta historia musical (su abuelo fue músico: tuba, bajo y contrabajo de la Sinfónica), Efrén pone en el conjunto un inevitable toque de ritmo y sabor con percusiones latinas, pero también con su clarinete, instrumento que estudió en la Escuela Manuel Saumell y en la Escuela Superior de Artes Amadeo Roldán, donde se graduó de instrumentista. Posteriormente se integró a la banda Nacional de Conciertos, y más tarde al grupo Salsa de Esquina como saxofonista.
El 5 de febrero de 1992 llegó a Chile tras una larga gira por Suecia. Allí se incorporó a la música local tocando con Carmen Prieto y varios otros grupos, incluida una breve pasada por la banda de Joe Vasconcellos. Efrén Viera es capaz de desarrollar diversos estilos, desde la música clásica hasta el jazz (también estudió piano), aunque prefiere la música de raíz. A Inti Illimani Efrén se integró de a poco, primero lo invitaron para realizar una Clínica de Percusión Cubana y desde ahí fue invitado a tocar en algunos conciertos.
Después de tres días de actuación en el Teatro de la Universidad de Chile le propusieron integrarse al grupo para una gira. Desde entonces Efrén se ha mantenido como músico estable hasta el día de hoy en Inti-Illimani Nuevo.
Además de Inti Illimani Nuevo es integrante del grupo Aggayu Solá, cuyo nombre se refiere al de la deidad orisha, formado por músicos, cantantes y bailarines cubanos quienes presentan el baile y canto afrocubano con ritmos como la rumba, congas y compases. Ahí comparte con el maestro David Ortega y Ernesto Artimex.
- Datos: Q5820326